# Santa Cruz de Montes
Santa Cruz de Montes es una localidad del municipio leonés de Torre del Bierzo, en la Comunidad Autónoma de Castilla y León. 

## Historia
Así se describe a Santa Cruz de Montes en el tomo VII del Diccionario geográfico-estadístico-histórico de España y sus posesiones de Ultramar, obra impulsada por Pascual Madoz a mediados del siglo XIX:

Lugar en la provincia de León (13 leguas), partido judicial de Ponferrada (5), diócesis de Astorga (4), audiencia territorial y capitanía general de Valladolid (31), ayuntamiento de Albares de la Ribera; Situado en el centro de las montañas que forman los puertos de Foncebadón y Manzanal. Consta de 36 casas, fabricadas de tierra, cubiertas de paja, y distribuidas sin orden ni regularidad; una iglesia parroquial (Santa Cruz), matriz de Santibáñez, servida por un cura de ingreso y libre provisión. Confina el término N Manzanal; E Rodrigatos; S Fonfría, y O Santibáñez. El terreno es de mala calidad por el excesivo frío que hace, y le fertilizan las aguas de varios arroyos que se forman en el término. Los caminos locales y malos. Producciones: centeno, patatas, nabos, castañas, pastos y caza mayor y menor. Población: 31 vecinos, 126 almas. Contribución: con el ayuntamiento.
Diccionario geográfico-estadístico-histórico de España y sus posesiones de Ultramar

## Localidades limítrofes

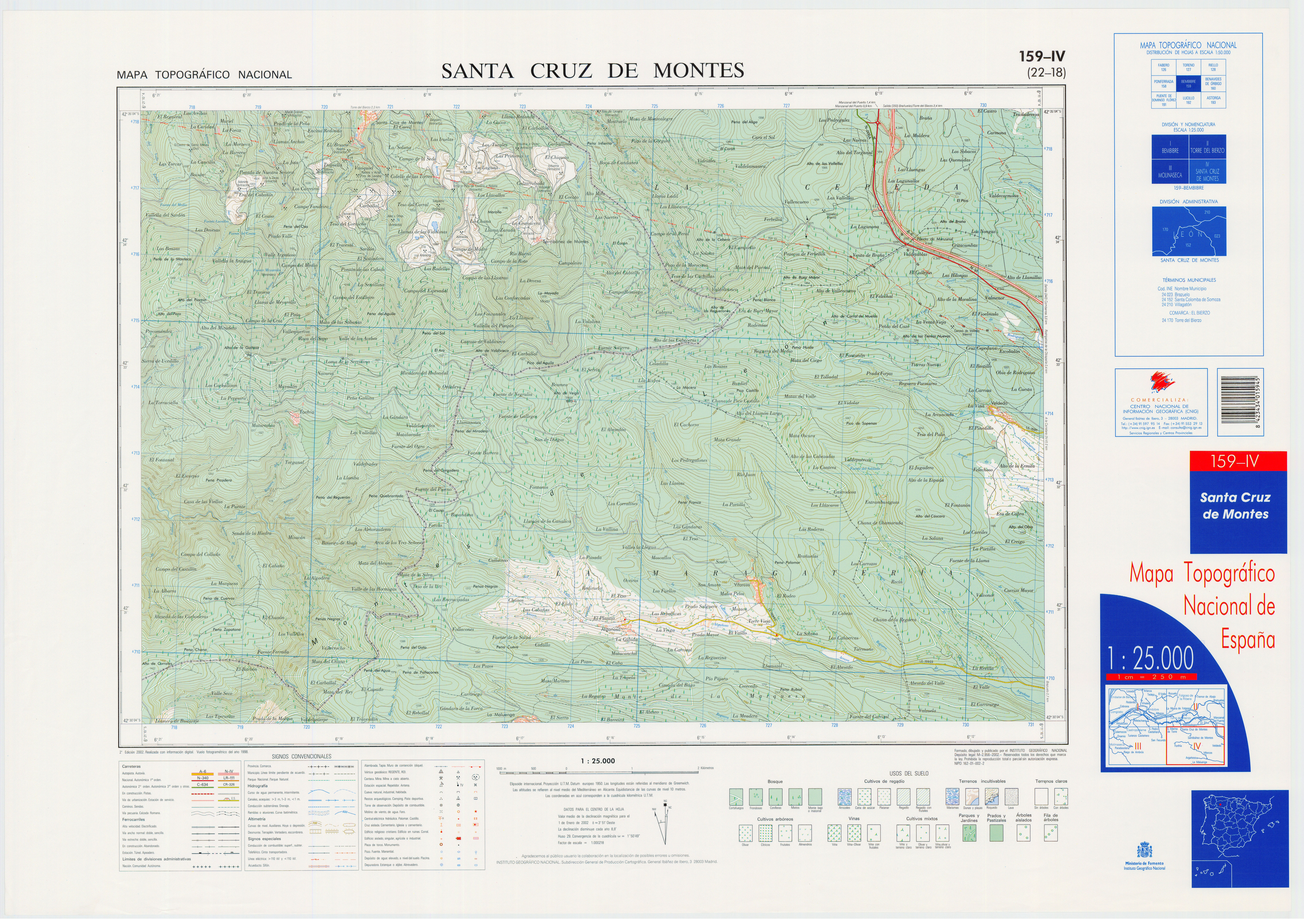
Santa Cruz de Montes en el Mapa Topográfico Nacional de España impreso a escala 1:25.000.

Confina con las siguientes localidades:
- Al norte con Torre del Bierzo.
- Al noreste con La Granja de San Vicente.
- Al este con Montealegre.
- Al sur con Fonfría.
- Al oeste con Santa Marina de Torre.

## Patrimonio
La iglesia está dedicada a Santa Cruz.

## Demografía

### Evolución de la población
| Gráfica de evolución demográfica de Santa Cruz de Montes entre 2000 y 2021   |
|                                                                              |
| Población de derecho según el Padrón Continuo por Unidad Poblacional del INE |